# Đakovići na Batovci
Đakovići na Batovci su naseljeno mjesto u općini Čajniču, Republika Srpska, BiH. Nalazi se zapadno od rijeke Batovke, nekoliko kilometara južno od ušća Batovke u Janjinu. Međurječje je sjeverozapadno, a Avlija južno.
Do 1955. zvali su se Đakovići (Sl. list NRBiH 17/55). Godine 1985. pripojeni su naselju Međurječju (Sl. list SRBiH 24/85). Postoji još jedno naselje u općini Čajniču koje se zove Đakovići, a pripadaju pošti Čajniču.

## Stanovništvo
| Narod     | Popis 1961. | Popis 1971. | Popis 1981. |
| --------- | ----------- | ----------- | ----------- |
| Hrvati    |             |             |             |
| Muslimani | 57          | 54          | 28          |
| Srbi      | 127         | 91          | 87          |
| ostali    |             |             |             |
| Ukupno    | 184         | 145         | 115         |